# Дихателна тръба
Дихателната тръба или трахеята (на латински: trachea) представлява анатомичен орган, разположен в долната предна част на шията и горната част на гръдния кош . Нейната функция е свързана с пренасянето на атмосферния въздух от ларинкса до двата главни бронха, които се образуват в резултат на нейното раздвояване (на латински: bifurcatio tracheae). Трахеята е изградена от 15-20 хрущялни полупръстени, започва на нивото на 6-7 шиен прешлен и завършва на нивото на 4-5 гръден прешлен. Тя е с дължина 11-13 см. Диаметърът ѝ е 2-3 см.
Трахеята се разполага пред хранопровода и се движи се заедно с гръкляна – измества се нагоре при преглъщане, след което се връща в първоначалното си положение.
Трахеята се дели на две части – шийна и гръдна, като границата между тях е нивото на incisura jugularis sterni:
1. Шийна част (pars cervicalis). Към нея заляга щитовидната жлеза. По-надолу трахеята е покрита от мускули (m. sternohyoideus, m. sternothyroideus), като остава непокрита само тясна ивица в срединната равнина. Задната повърхност на шийната част на трахеята заляга към хранопровода, с който се свързва чрез съединителна тъкан. От двете страни на трахеята се разполага общата сънната артерия (a. carotis communis).
2. Гръдна част (pars thoracica). Разполага се в средостението (медиастинума) и го разделя на две части – предно и задно средостение. Тази част на трахеята влиза в контакт: отпред – с тимуса и v. brachiocephalica sinistra, отдясно – с truncus brachiocephalicus и отляво с началото на лявата обща сънна артерия. Долната ѝ част се кръстосва с аортната дъга.

На нивото на 5-и гръден прешлен трахеята се разделя на два главни бронха. Това мястото се нарича бифуркация на трахеята (bifurcation tracheae). Двата бронха се разграничават помежду си от една преграда с форма на полумесец, наречена трахеална шпора – carina tracheae.
Ъгълът между двата главни бронха е 75-85 ◦С. Те се насочват надолу и назад и навлизат в хилусите на двата бели дроба. Десният бронх е по-стръмен и по-широк (има диаметър 15-16 mm) от левия. Дължината му е около 3 см. Състои се от 6-9 хрущялни пръстена. Левият бронх е по-полегат, по-тесен (има диаметър 10-11 mm) и по-дълъг от десния. Дължината му е около 4-5 см. Състои се от 9-12 хрущялни пръстена.
Над десния бранх се извива v.azygos преди да се влее във v. cava superior, а под него лежи дясната белодробна артерия. Над левия бронх преминава аортната дъга, а зад него се разполагат хранопроводът и гръдната аорта. Отпред преминава лявата белодробна артерия, която след това преминава от горната му страна.
Стената на трахеята и главните бронхи е изградена от:
1. Фиброзно-хрущялна обвивка. Състои се от хрущялни пръстени, които са наредени един след друг и са свързани чрез съединителна тъкан, съдържаща колагенни и еластични влакна. Тези влакна се закрепват за ръбовете на хрущялите и образуват пръстеновидни връзки (ligg. anularia). Хрущялните пръстени са високи 2-4 mm. Те обхващат повече от ⅔ от обиколката на просвета на трахеята. Задната стена на трахеята е лишена от хрущяли и съдържа гладки мускулни влакна.
2. Лигавица. Тя покрива вътрешната повърхност на трахеята и бронхите. Прикрепена е към фиброзно-хрущялната обвивка чрез подлигавична съединителна тъкан (tela submucosa). Покривният епител на лигавицата е многореден цилиндричен ресничест. Lamina propria mucosae е богата на еластични влакна и кръвоносни съдове. В субмукозата има много серозно-слузни жлези.

Трахеята се кръвоснабдява от артериални клончета – rami trachealis, които се отделят от a. thyroidea inf., a. thoracica int. и от гръдната аорта. Венозната кръв се оттича към околните венозни сплетения и към v. thyroidea inf., vv. Bronchiales.
Лимфата се оттича към околните лимфни възли – трахеобронхиални, цервикални. Инервацията на трахеята и бронхите се осъществява от парасимпатикови влакна на n. vagus, симпатикови и сетивни влакна.

## Допълнително
Ларингоскопия (древногръцки λάρυγξ (новолатински larynx) — гръклян + σκοπέω — наблюдавам, изследвам) е метод на визуално изследване на гръкляна и трахеята. Различава се директна, индиректна и ретроградна ларингоскопия. Тази техника се извършва за изследване на ларинкса по време на диагностични и терапевтични мерки.
Интубация е медицинска процедура, която включва въвеждането на тръба през трахеята, като пациентът е добре да е с анестезия. 